# Opava (distrikt)
Opava (tjeckiska: Okres Opava) är ett distrikt i Mähren-Schlesien i Tjeckien. Centralort är Opava.

## Komplett lista över städer och byar
(städer, köpstäder och byar)
- Bělá
- Bohuslavice
- Bolatice
- Branka u Opavy
- Bratříkovice
- Brumovice
- Březová
- Budišov nad Budišovkou
- Budišovice
- Čermná ve Slezsku
- Darkovice
- Děhylov
- Dobroslavice
- Dolní Benešov
- Dolní Životice
- Háj ve Slezsku
- Hať
- Hlavnice
- Hlubočec
- Hlučín
- Hněvošice
- Holasovice
- Hrabyně
- Hradec nad Moravicí
- Chlebičov
- Chuchelná
- Chvalíkovice
- Jakartovice
- Jezdkovice
- Kobeřice
- Kozmice
- Kravaře
- Kružberk
- Kyjovice
- Lhotka u Litultovic
- Litultovice
- Loděnice
- Ludgeřovice
- Markvartovice
- Melč
- Mikolajice
- Mladecko
- Mokré Lazce
- Moravice
- Neplachovice
- Nové Lublice
- Nové Sedlice
- Oldřišov
- Opava
- Otice
- Píšť
- Pustá Polom
- Radkov
- Raduň
- Rohov
- Skřipov
- Slavkov
- Služovice
- Sosnová
- Staré Těchanovice
- Stěbořice
- Strahovice
- Sudice
- Svatoňovice
- Šilheřovice
- Štáblovice
- Štěpánkovice
- Štítina
- Těškovice
- Třebom
- Uhlířov
- Velké Heraltice
- Velké Hoštice
- Větřkovice
- Vítkov
- Vršovice
- Vřesina
- Závada